# 지바니우통 마르친스 페헤이라
지바니우통 마르친스 페헤이라(포르투갈어: Givanilton Martins Ferreira, 1991년 4월 13일 ~ )는 짧게 지우(Gil)라는 애칭으로도 불리는 브라질의 축구 선수로, 포지션은 공격수다. 현재 홍콩 프리미어리그 리만 FC에서 활약하고 있다. 과거 K리그 시절 등록명은 지우였다.

## 선수 경력
2015년 6월 18일 지우는 강원 FC로 이적하였다. 지우는 반 시즌동안 강원에서 18경기에 출전하여 9골 5도움을 기록하였다.
2018년 1월 4일 지우는 광주 FC로 이적하였다.

## 선수 기록
| 선수 기록     | 선수 기록                | 선수 기록     | 리그 | 리그 | FA컵 | FA컵 | 리그컵 | 리그컵 | 대륙대회 | 대륙대회 | 총합 | 총합 |
| 시즌          | 구단                     | 리그          | 출장 | 득점 | 출장 | 득점 | 출장   | 득점   | 출장     | 득점     | 출장 | 득점 |
| 브라질        | 브라질                   | 브라질        | 리그 | 리그 | FA컵 | FA컵 | 주리그 | 주리그 | 대륙대회 | 대륙대회 | 총합 | 총합 |
| ------------- | ------------------------ | ------------- | ---- | ---- | ---- | ---- | ------ | ------ | -------- | -------- | ---- | ---- |
| 2009          | 빌라 노바                | 세리이 B      | 18   | 3    | 0    | 0    | ?      | ?      | -        | -        | 18   | 3    |
| 2009          | 산투스 (임대)            | 세리이 A      | 2    | 0    | 0    | 0    | ?      | ?      | 0        | 0        | 2    | 0    |
| 2010          | 빌라 노바                | 세리이 B      | 15   | 0    | 0    | 0    | ?      | ?      | -        | -        | 15   | 0    |
| 2011          | 빌라 노바                | 세리이 B      | 3    | 1    | 0    | 0    | ?      | ?      | -        | -        | 3    | 1    |
| 2011          | 그레미우 바루에리 (임대) | 세리이 B      | 12   | 2    | 0    | 0    | ?      | ?      | -        | -        | 12   | 2    |
| 2012          | 그레미우 바루에리 (임대) | 세리이 B      | 0    | 0    | 0    | 0    | ?      | ?      | -        | -        | 0    | 0    |
| 2012          | 브라간치누               | 세리이 B      | 4    | 0    | 0    | 0    | ?      | ?      | -        | -        | 4    | 0    |
| 2013          | 세아라 (임대)            | 세리이 B      | 12   | 2    | 0    | 0    | ?      | ?      | -        | -        | 12   | 2    |
| 대한민국      | 대한민국                 | 대한민국      | 리그 | 리그 | FA컵 | FA컵 | 리그컵 | 리그컵 | 대륙대회 | 대륙대회 | 총합 | 총합 |
| 2015          | 강원                     | 챌린지        | 18   | 9    | ?    | ?    | -      | -      | -        | -        | 18   | 9    |
| 브라질        | 브라질                   | 브라질        | 리그 | 리그 | FA컵 | FA컵 | 주리그 | 주리그 | 대륙대회 | 대륙대회 | 총합 | 총합 |
| 2017          | 보아 EC                  | 세리이 B      | 3    | 0    | 0    | 0    | ?      | ?      | -        | -        | 3    | 0    |
| 대한민국      | 대한민국                 | 대한민국      | 리그 | 리그 | FA컵 | FA컵 | 리그컵 | 리그컵 | 대륙대회 | 대륙대회 | 총합 | 총합 |
| 2018          | 광주                     | 챌린지        |      |      |      |      | -      | -      | -        | -        |      |      |
| 브라질 통산   | 브라질 통산              | 브라질 통산   | 69   | 8    | 0    | 0    | 0      | 0      | 0        | 0        | 69   | 8    |
| 대한민국 통산 | 대한민국 통산            | 대한민국 통산 | 18   | 9    | 0    | 0    | 0      | 0      | 0        | 0        | 18   | 9    |
| 커리어 통산   | 커리어 통산              | 커리어 통산   | 87   | 17   | 0    | 0    | 0      | 0      | 0        | 0        | 87   | 17   |